# Миллс, Роберт (гребец)
Роберт Миллс (англ. Robert Mills, род. 9 декабря 1957 года, Галифакс, Канада) — канадский гребец, бронзовый призёр летних Олимпийских игр 1984 года в одиночках, чемпион мира 1985 года, двукратный чемпион Панамериканских игр 1983 года, член зала славы Новой Шотландии.

## Спортивная биография
На крупных международных соревнованиях Роберт Миллс дебютировал в 1983 году на Панамериканских играх в Каракасе. Канадский гребец выступал сразу в двух дисциплинах — двойках и четвёрках парных — и в обеих смог завоевать золотые медали. В 1984 году Миллс в составе четвёрки парной должен был принять участие в Олимпийских играх в Лос-Анджелесе, однако из-за разногласий с партнёрами отказался от своего места в сборной. Вместо участия в четвёрках Миллс принял решение выступать в соревнованиях одиночек. К тому же из-за бойкота Игр в одиночках не выступали ряд сильных спортсменов из СССР, Чехословакии и Болгарии. В первом раунде канадец на три секунды опередил новозеландца Гэри Рида и напрямую прошёл в полуфинальный раунд. В финал из каждого полуфинального заезда выходило по три гребца и уже к середине дистанции тройка сильнейших, в числе которых был и Миллс, создала необходимый задел и спокойно вышла в решающий раунд. Финальный заезд начался для канадца довольно неплохо. К середине дистанции Роберт занимал уверенное третье место, отстав от явных фаворитов соревнований Пертти Карпинена и Петера-Михаэля Кольбе, но и от четвёртого места у Миллса был приличный запас по времени. За 500 метров до финиша Миллс выигрывал у идущего следом американца Джона Биглоу более шести секунд, однако на заключительном отрезке силы начали покидать канадца и разрыв между ним и Биглоу стал сокращаться. Тем не менее задела, созданного ранее, хватило Миллсу, чтобы на финише опередить американского гребца на полторы секунды, и стать бронзовым призёром Олимпийских игр. При этом канадская четвёрка парная также как и Миллс заняла в своей дисциплине третье место.
После окончания Олимпийских игр Роберт Миллс вновь стал выступать в составе четвёрки парной. Партнёрами Роберта стали Пол Дума, Даг Хэмилтон и Мелвин Ляформ. В своём первом же сезоне канадская четвёрка смогла завоевать золотые медали чемпионата мира. На следующих двух мировых первенствах Роберт Миллс с партнёрами становился бронзовым призёром. В 1988 году канадские гребцы приняли участие в Олимпийских играх в Сеуле. Четвёрка парная с Миллсом в составе смогла занять третье место в своём заезде на предварительной стадии соревнований и напрямую пробилась в полуфинал, где стала только шестой и выбыла из борьбы за медали. В утешительном финале канадские спортсмены пропустили вперёд себя гребцов из Польши и Нидерландов и заняли итоговое 9-е место.
За успехи в спортивной карьере в 1993 году Роберт Миллс был введён в зал славы Новой Шотландии.